# OuPeinPo
OuPeinPo es un acrónimo del francés ouvroir de peinture potentielle (taller de pintura potencial). Se creó en 1980 en el seno del Ouxpo (Ouvrois d'X potentielles, esto es «obradores potenciales») con el fin de inventar formas, fórmulas matemáticas, lógicas o lúdicas capaces de apoyar el trabajo de los pintores y más generalmente de los artistas visuales. No pretende tanto ser un movimiento artístico como un grupo «que inventa restricciones, estructuras, dispositivos, métodos y otras herramientas no materiales destinadas a los artistas», usando principalmente las matemáticas. OuPeinPo fue fundado en diciembre de 1980 por Jacques Carelman y Thieri Foulc. Más adelante se incluyeron otros artistas:
- Tristan Bastit
- Jean Dewasne
- Aline Gagnaire
- François Le Lionnais
- Olivier O. Olivier
- Guillaume Pô
- Brian Reffin Smith
- Jack Vanarsky

Sus exposiciones más significativas son las siguientes:
- Mayo de 1989: Exposición en la galería de la Universidad de Quebec en Montreal (UQAM), en manifestaciones consagradas a la «Patafísica».
- 20 de febrero a 3 de marzo de 1990: Exposición en el centro cultural Les Chiroux, en Lieja (Bélgica).
- Mayo de 1991: Exposición en el claustro de San Marcos, en Florencia (Italia), en el coloquio Attenzione al potenziale !
- Octubre de 1992: Presentación de los trabajos de OuPeinPo en Thionville (Francia), en el coloquio Raymond Queneau. Exposición en el centro cultural de la ciudad.

El 3 de marzo de 2005 se presentó la obra Du potentiel dans l'art (Del potencial en el arte), en el marco de los jueves del Oulipo. Ese mismo mes se celebró una exposición retrospectiva en la Librería Nicaise de París.